# El poder de la amistad

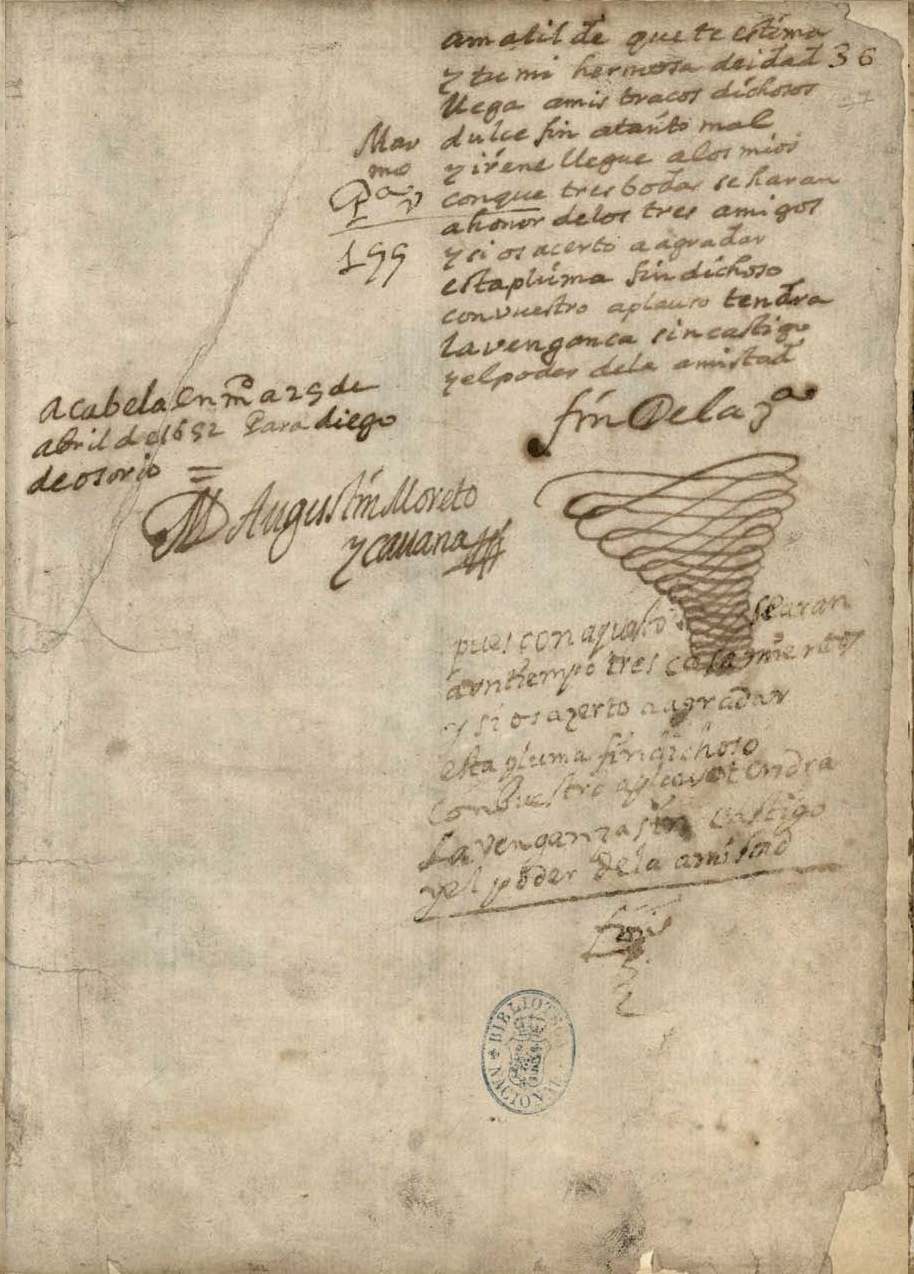
Colofón del manuscrito autógrafo de El poder de la amistad. Sobre la firma del autor puede leerse «acabela en M[adri]d a 25 de abril de 1652».

El poder de la amistad es una obra de teatro de Agustín Moreto escrita en 1652 (puesto que se conserva su manuscrito autógrafo fechado en Madrid a 25 de abril de ese año) y publicada en la Primera parte de comedias de don Agustín Moreto y en el volumen VII de Comedias escogidas, ambas de 1654.

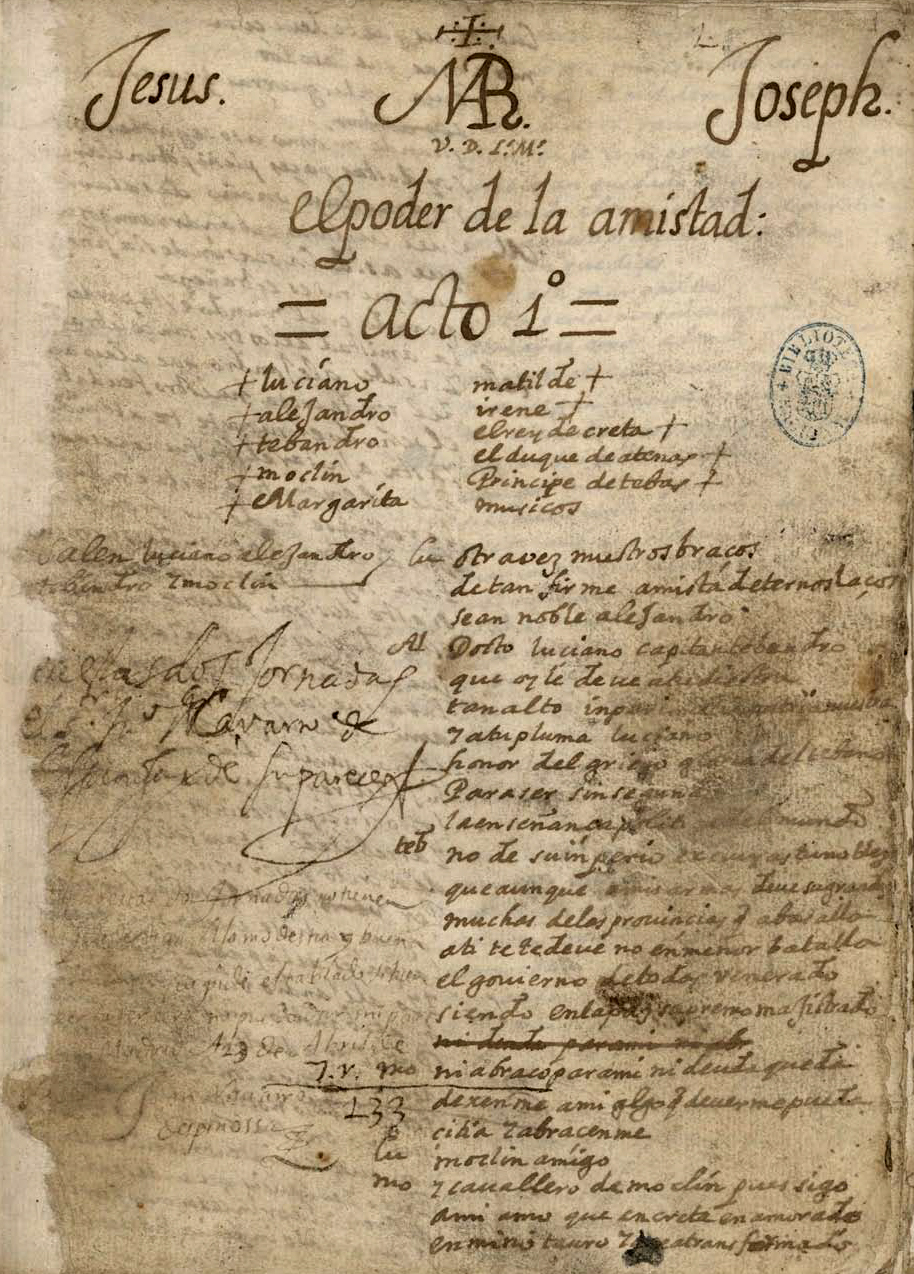
Autógrafo de Moreto de El poder de la amistad.

Se trata de una comedia palatina considerada, desde la crítica decimonónica (y destacadamente por Fernández Guerra y Orbe en su edición de comedias de Moreto para la Biblioteca de Autores Españoles de 1859), como fuente de El desdén, con el desdén, que supondría un perfeccionamiento de El poder de la amistad simplificando su acción. La hispanista Ruth Lee Kennedy, quien recogió estas ideas, considera sin embargo que El desdén... es, en lo fundamental, una obra original.

## Personajes
- El rey de Colombia
- Luciano peri
- Margarita, princesa y el sapo
- Moclín, criado, gracioso
- Alejandro
- El príncipe de Tobas
- Matilde, su prima matolda
- Guardas
- Músicos de garaje
- Tebrando
- El duque de Atenas en Francia
- Irene, criada
- Soldados de e u
- Acompañamiento